# 四十七角形

正四十七角形

四十七角形（よんじゅうしちかくけい、よんじゅうななかっけい、tetracontaheptagon）は、多角形の一つで、47本の辺と47個の頂点を持つ図形である。内角の和は8100°、対角線の本数は1034本である。

## 正四十七角形
正四十七角形においては、中心角と外角は7.659…°で、内角は172.34…°となる。一辺の長さが a の正四十七角形の面積 S は
{\displaystyle S={\frac {47}{4}}a^{2}\cot {\frac {\pi }{47}}\simeq 175.52476a^{2}}

### 正四十七角形の作図
正四十七角形は定規とコンパスによる作図が不可能な図形である。
正四十七角形は折紙により作図が不可能な図形である。